# Rovello Porro
Rovello Porro är en ort och kommun i provinsen Como i regionen Lombardiet i Italien. Kommunen hade 6 144 invånare (2018).